# Нокаут или всичко, което тя написа
„Нокаут или всичко, което тя написа“ е българско-американски игрален филм от 2018 година по сценарий и режисура на Ники Илиев. Оператор е Борис Славков. Музиката е на Борислав Бояджиев - Борче. Англоезичният текст е на Владимир Михайлов.

## Сюжет
Внимание:  Текстът по-долу разкрива сюжета на произведението (или части от него)!
След редица травми на ринга Арън се е оттеглил от професионалния спорт, след като е обявен за психически нестабилен. Среща се с Жана, момиче с подобни на него странности, което всички около нея са обявили за луда. Боби, братът на Жана. се опитва да върне Арън на ринга, за да се изправи срещу него. Но чистотата и детската честност на влюбените пораждат съмнения и чувство за вина у Боби. .

## Актьорски състав
| Роля                       | Изпълнител              |
| -------------------------- | ----------------------- |
| Жана                       | Саня Борисова-Илиева    |
| д-р Джоузеф Наполитано     | Джеймс Туминиа          |
| Боби                       | Орлин Павлов            |
| Майкъл                     | Башар Рахал             |
| Евелин                     | Диана Любенова          |
|                            | Христо Гърбов           |
| баща на Боби и Жана        | Георги Стайков          |
| Рамбо                      | Александър Кадиев       |
| майката                    | Катерина Евро           |
| Аарън                      | Гари Дордън             |
| ММА преводач               | Ники Илиев              |
| атлет №1                   | Антон Порязов           |
| чужд коментатор №1         | Люк Казънс              |
| полицай №2                 | Стан Стефанов           |
| Superintendant             | Рой Хил                 |
| български певец            | Владимир Михайлов       |
| Тони                       | Джей Джей Филипс        |
| репортер                   | Кейт Степанова          |
| чужд коментатор №2         | Емануел Тотев           |
| полицай                    | Васил Енев              |
| журналист                  | Илиян Койчев            |
| Джон                       | Майкъл Герсио           |
| Силвия                     | Мария-Десислава Сариева |
| Bulgarian Event Judge      | Георги Димитров         |
| български съдия на боевете | Ангел Георгиев          |
| Теди                       | Емо Младенов            |
| български домакин          | Янко Теохаров           |

## Участия
- МФФ на независимото кино в (Ню Йорк, САЩ, 2018)
- „Сий бест“ (Берлин, Германия, 2018)

## Награди
- Награда за актьор (Гари Дордън) на „Сий ийст“ в (Париж, Франция, 2018)
- Награда за актьор (Гари Дордън) на Гваделупа МФФ (Гваделупа, 2018)
- Награда за актьор (Гари Дордън) на Исхия МФФ в (Исхия, Италия, 2018)
- Награди за независими филми в (Лос Анжелис, САЩ)